# ブーヘンヴァルト強制収容所

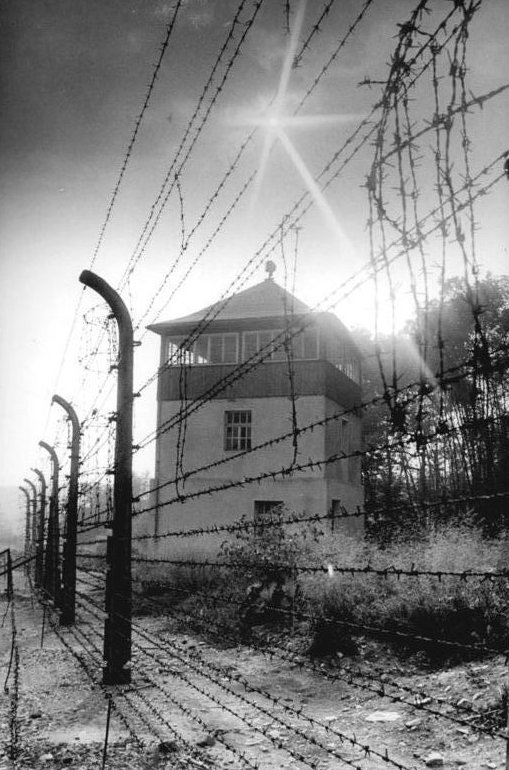
記念碑として残されているブーヘンヴァルトの監視塔の一つ

ブーヘンヴァルト強制収容所（ブーヘンヴァルトきょうせいしゅうようじょ、Konzentrationslager Buchenwald）は、ドイツ国がテューリンゲン地方エッタースベルク（de:Ettersberg）の森の丘の麓に設置した、「ブナの木の森」という名を持つ強制収容所。ヴァイマル市のやや北西7キロメートルほどの位置にあった。1937年7月に設置されてから1945年4月のアメリカ軍による解放を迎えるまでの間にブーヘンヴァルトには総計で23万3800人の人間が囚人として送られ、そのうち5万5000人以上の人間がここで死亡したと見られている。(2020年4月11日の解放75周年記念式典の報道では最新の調査の結果として、拷問・医学人体実験・飢餓による死亡者数は５万6千人以上とされている。)「ブッヘンヴァルト」「ブッヒェンヴァルト」とも表記される。

## 収容所の歴史

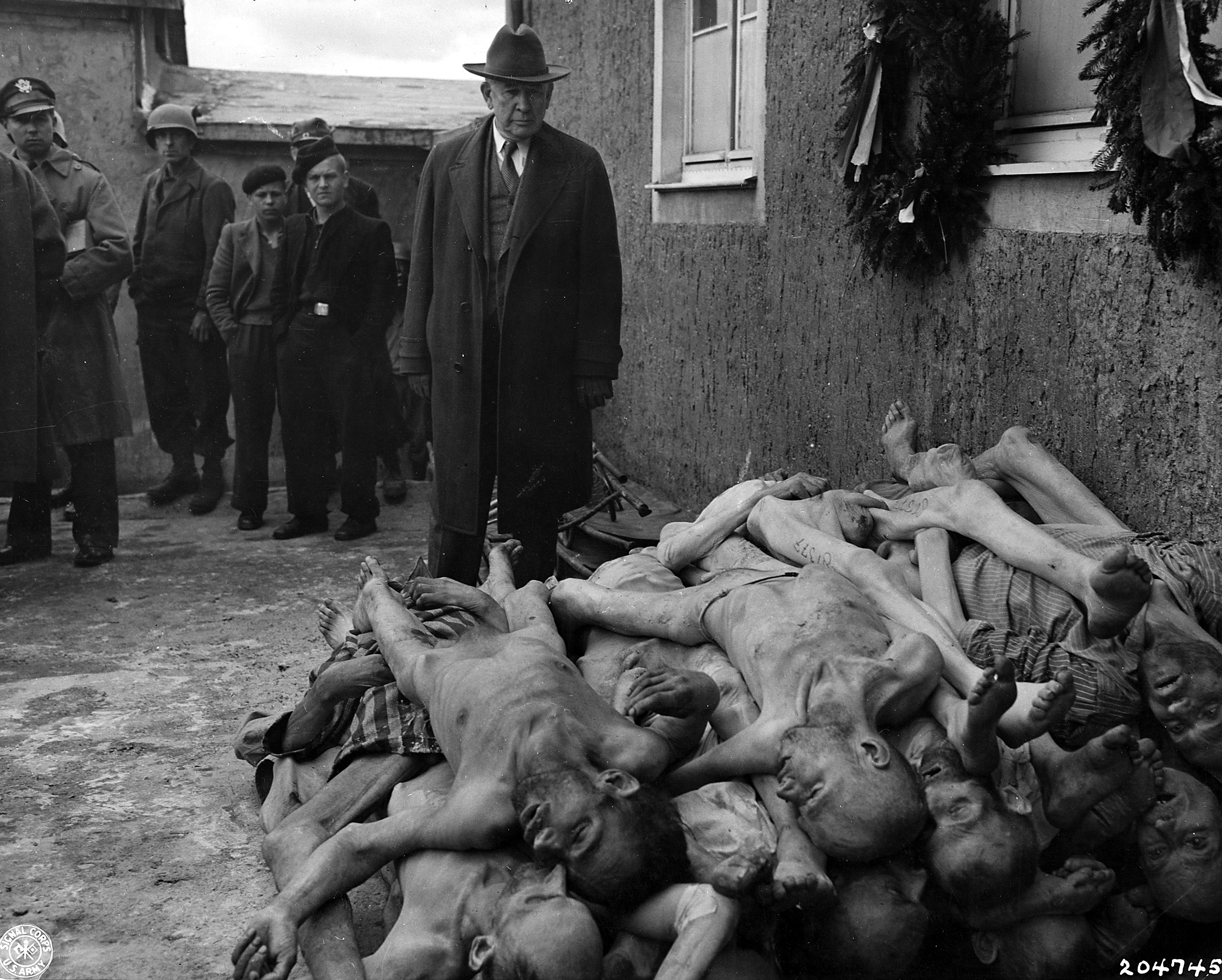
解放後の1945年4月23日のブーヘンヴァルト。やせ細った囚人の遺体を前に立ち尽くすアルバン・W・バークリー米国上院議員

1936年秋、アドルフ・ヒトラーが立ち上げた四カ年計画を達成する過程で、大量の煉瓦が必要となり、そこでヴァイマルの北西エッタースベルクの丘のブーヘンヴァルトに強制収容所を建設することが予定された。囚人を動員し、この地域から産出する粘土を原料にして煉瓦製造に従事させるためである。またこの時期、ちょうど刑事犯が次々と強制収容所に移送されていたため囚人の数が増加し、新しい強制収容所が必要となった。そこで1936年末からリヒテンブルク強制収容所(KZ Lichtenburg)やザクセンハウゼン強制収容所から最初の囚人が送り込まれ建設工事が開始され、収容所は1937年7月に開設された。
最初の所長はコロンビアハウス強制収容所(KZ Columbiahaus)で悪名を馳せたカール・オットー・コッホ親衛隊大佐、所長の下で囚人の監督を直接行う収容所指導者（Lagerführer）の職には血の勲章叙勲者でザクセンハウゼン強制収容所から赴任してきたアルトゥール・レードル親衛隊少佐（de:Arthur Rödl）が就任した。1941年12月にヘルマン・ピスター（de:Hermann Pister）が新所長として赴任してきた。
1941年1月2日、国家保安本部長官ラインハルト・ハイドリヒが定めた政令によれば、ブーヘンヴァルトは「重い罪科を犯しつつも改心の見込みがある者」を収容する収容所、と規定されたが、その政令に基づいて実際に釈放された者はほとんどいなかった。
囚人たちは労働を通じた絶滅のもと、文字通り「死ぬまで働かされた」。囚人達は意図的な飢餓状態に置かれ、そのうえで多くの過酷な強制労働を強いられたため、結果として病気が蔓延し多数の死者が出た。囚人の中には、人体実験によって殺されたり、SS看守の恣意的な暴行の犠牲になるものもいた。働けないほど衰弱しているか、病気にかかっているとみなされた囚人はピルナ＝ゾンネンシュタイン安楽死施設に送られ、そこで一酸化炭素ガスで殺害された。
大戦末期の1945年4月3日、収容所にアメリカ軍が接近してきたので親衛隊全国指導者ハインリヒ・ヒムラーが撤収を決定。囚人たちはテレージエンシュタット強制収容所へ移送する計画であったが、あまりの数に移送しきれず、囚人2万1000人を収容所に残したまま同年4月11日アメリカ軍第80歩兵師団によって解放された。
ここに到着するまでの間、何度も激しい戦闘をくぐりぬけ、死体もたくさん見てきたはずのアメリカ兵たちもブーヘンヴァルト強制収容所の惨状には思わず言葉を失った。
腐乱した囚人の死体があちこちに転がり、中庭には裸の老若男女の死体が山積みにされていた。生き残っていた囚人たちも肉がほとんどなく骨と皮のようにやせ細っていたのだった。
その光景を見たジョージ・パットンは激怒。そのため彼はドイツ国民に自国の政府、すなわちナチス政権の犯した非人道的行為をしっかり目に焼き付けさせるため、付近の都市であるヴァイマルの市民たちを収容所へ連れてくるよう命じた。命令を受けたアメリカ軍憲兵隊は約2000人の市民を連行し、収容所内の惨状を見させた。解放後の収容所に連れてこられたドイツ人たちはほとんどがその光景から目をそらすか気を失ったかのどちらかだったという。

## 囚人について

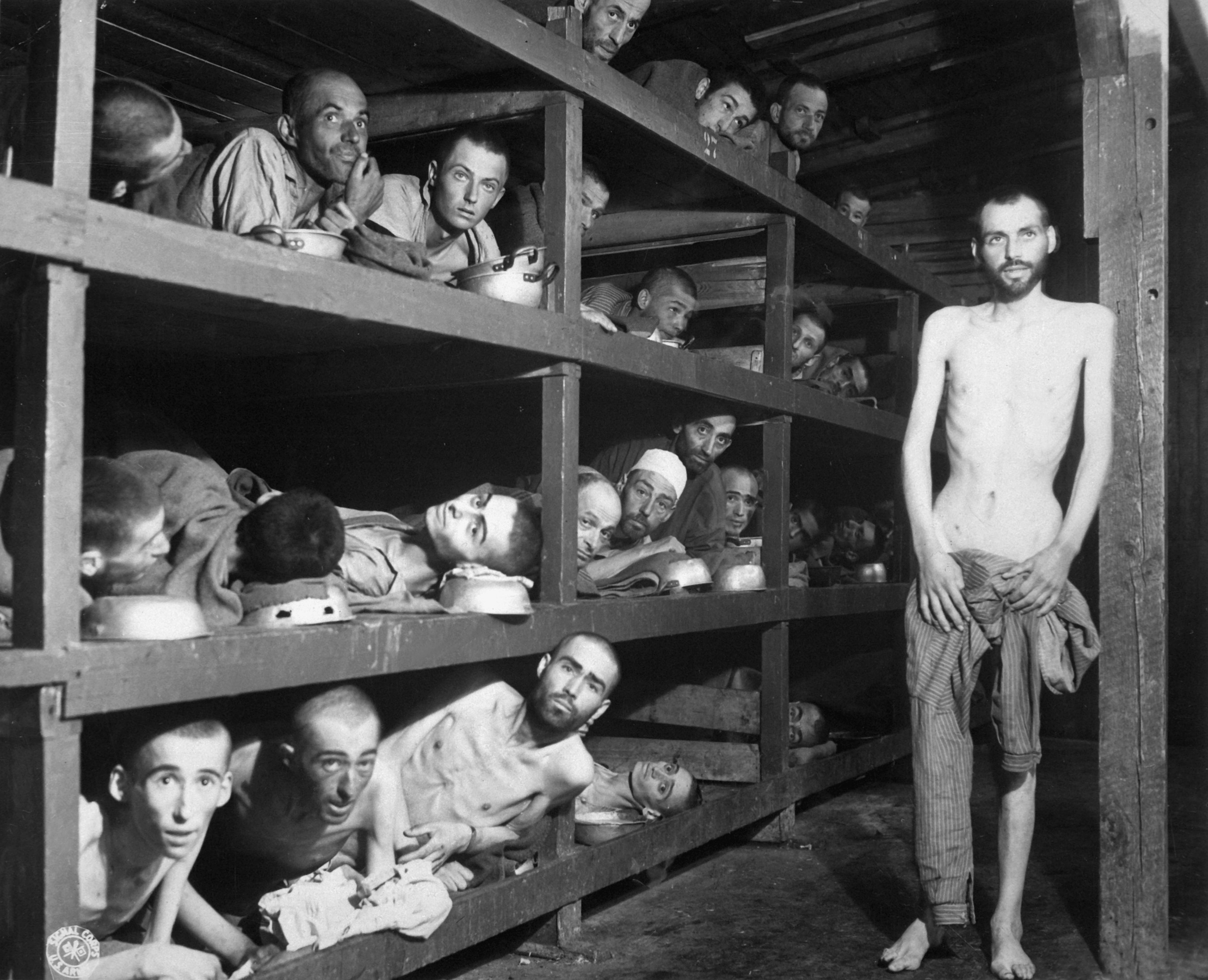
解放直後1945年4月16日のブーヘンヴァルト。下から2段目、左から7番目はエリ・ヴィーゼル

この収容所が開設された1937年7月、囚人の数は政治犯を中心に929人であったが、刑事犯や浮浪者、労働忌避者などの収容で数を増し、1938年1月1日の時点で2557人が収容され、さらに1939年1月1日には1万1028人になっている。
1938年11月の水晶の夜事件の直後、逮捕されたユダヤ人が大量にブーヘンヴァルトに送られてきたため、一時的に収容者数が1万8000人を超えたが、この事件で逮捕されたユダヤ人はほとんどが数週間で釈放されたため、収容者数もまもなく1万人前後に戻っている。
1939年の第二次世界大戦の開戦後、1943年1月までは収容者数は大体1万人を下回るぐらいで推移している。
しかし、総力戦体制が強まった1943年以降、一度に1000人単位で収容者が移送されてくるようになり、1944年1月1日には収容者数が3万7319人を数えている。さらに各地の閉鎖された収容所からの移送も相次ぎ、1945年1月1日には6万3048人を超え、さらに同年4月1日には収容者数8万人を超えてしまう。当然のことながら、収容所内の生活環境は劣悪になった。その後、収容所の撤収決定があり、最後の囚人移送が開始され、アメリカ軍が到着した際には2万1000人の囚人が残っていた。
囚人たちはこの収容所に送られてきてからしばらくの間は、一時隔離用の小収容区に収容されたが、やがて大収容区に移され強制労働分隊に編成された。ブーヘンヴァルトの外部労働分隊は1940年12月の時点では2個労働分隊（7400人が配属されていた）あったにすぎなかったが、1945年3月には107個労働分隊になっていた。
この収容所には当初、ドイツ人の囚人しかいなかったが、1938年のオーストリア併合後には旧オーストリア人（彼らの国籍はドイツ国籍に移行している）、1939年のチェコスロバキア併合後にはチェコ人も送られてくるようになった。開戦とともにドイツ占領下のヨーロッパ各国の人々が送られてきた。独ソ戦開始後の1941年10月、最初のソ連兵の捕虜が到着する。その後、ソ連兵捕虜が増加し、最終的に強制収容所に残っていた囚人の中で一番多かったのもソ連からの収容者であった。

## 収容所の構造
ブーヘンヴァルトには5つの区域が存在した。I区には囚人用の住居スペース、II区には収容所全体の司令部、III区は看守である親衛隊員の兵舎、IV区は親衛隊の経済管理本部長オズヴァルト・ポールが経営していたドイツ軍需産業社（DAW）の作業場、V区はグストロッフ兵器工場の作業場があった。このうち囚人の生活するI区、囚人の作業場となるIV区やV区の周りには高電圧鉄条網で囲まれていた。さらに一定間隔で建てられたサーチライトと機銃付きの監視塔が常に囚人たちに睨みを利かせていた。
収容所の正門には「各人に各人のものを」をという標語が掲げられていた。
ブーヘンヴァルトにはガス室は設置されていないが、労働不可能となった囚人はピルナ＝ゾンネンシュタイン安楽死施設に送られてガス殺された。

## その他
- 2009年6月5日、バラク・オバマ米国大統領がブーヘンヴァルト強制収容所跡地を訪問した。訪問にはアンゲラ・メルケルドイツ首相と、元収容者でノーベル賞受賞者のエリ・ヴィーゼルが同行した。

## 関係人物

### 所長
- カール・オットー・コッホ親衛隊大佐 … 所長在任1937年7月‐1941年12月。後に、不正経理などにより親衛隊全国指導者ハインリヒ・ヒムラーから処刑される。
- ヘルマン・ピスター親衛隊上級大佐 … 所長在任1941年12月‐1945年4月13日。

### 著名な看守
- イルゼ・コッホ …初代所長カール・コッホの妻。「ブーヘンヴァルトの魔女」と呼ばれた悪名高い看守。
- ヴァルデマール・ホーフェン …親衛隊大尉。収容所の軍医。囚人を使って人体実験を行った。
- ヘルマン・フロアシュテット …親衛隊大佐。監視ブロック司令官。のちマイダネク強制収容所所長。
- オットー・フォーシュナー …親衛隊少佐。看守大隊長。のちミッテルバウ＝ドーラ強制収容所所長、カウフェリング強制収容所（英語版）所長。
- アントン・ベルクマイヤー …親衛隊曹長。
- ミヒャエル・レトヴィッツ …親衛隊大尉。
- フリードリヒ・カール・ヴィルヘルム …親衛隊少尉。
- ハンス＝テオドール・シュミット …親衛隊大尉。看守大隊副官、所長副官。
- エルヴィン・ディン＝シューラー …親衛隊少佐。収容所付医師。

### 著名な囚人
- ブルーノ・ベッテルハイム … 精神科医。ユダヤ人。
- レオン・ブルム … フランス元首相。ユダヤ人。
- ディートリヒ・ボンヘッファー … 神学者。ルター派の牧師。反ナチ主義者。1945年にフロッセンビュルク強制収容所で刑死。
- エドゥアール・ダラディエ … フランス元首相。
- マルセル・ブロック … フランスの航空機製造会社「SAAMB」（現在のダッソー・アビアシオン）社長。ユダヤ人。戦争協力を拒んだために収容。
- モーリス・アルブヴァクス … フランスの社会学者。社会主義者。収容中の1945年に死亡。
- クルト・ヘルツシュタルク … クルタ計算機の発明者。ユダヤ人。優秀な技術者なので収容所内でも特別な囚人として扱われた。
- レオン・ジュオー … フランスの労働組合活動家。反ナチ主義者。戦後、ノーベル平和賞受賞。
- ケルテース・イムレ … ハンガリーの作家。ユダヤ人。戦後ノーベル文学賞受賞。
- マファルダ・ディ・サヴォイア … イタリア王ヴィットーリオ・エマヌエーレ3世の娘。ヘッセン＝カッセル方伯フィリップ・フォン・ヘッセンの妻。イタリア王国が連合国側に降伏した後に収容された。1944年、連合軍の空襲に巻き込まれて死亡。
- ユーラ・ゾイファー … オーストリアのジャーナリスト・作家。ユダヤ人。マルクス主義者。1939年に殺害。
- エルンスト・テールマン … ドイツ共産党議長。反ナチ主義者。1944年に殺害。
- エリ・ヴィーゼル … ハンガリー系ユダヤ人。戦後、作家となりノーベル平和賞受賞。
- カール・マイヤー … 軍人。諜報・宣伝部長としてヒトラーをドイツ労働者党へ潜入・入党させたことで知られるが、反ナチスに転じ、パリで逮捕され、収容中の1945年に死亡。
- ホリア・シマ … ルーマニアのファシズム政党『鉄衛団』の指導者。イオン・アントネスク政権へのクーデターを起こすが失敗し、ドイツへ亡命後収監された。
- ホルヘ・センプルン … 元スペイン共産党員。パリで逮捕される。『なんと美しい日曜日!〈1〉〈2〉ブーヘンワルト強制収容所・1944年冬』 (岩波現代選書、1986)、『ブーヘンヴァルトの日曜日』（紀伊国屋書店、1995）の著者。
- アンリ・マスペロ … フランスの中国学者。ブーヘンヴァルト解放直前の1945年に死亡。
- ヘルベルト・シャイベ（ドイツ語版、英語版） - ドイツ共産党員。敗戦に伴い開放。戦後は東ドイツにて兵営人民警察および国家人民軍の将校として勤務、国家人民軍航空軍（東ドイツ空軍）司令官を務めた（1967年～1972年）後に退役。
- ペトル・エベン… チェコ人の作曲家。本人はカトリック教徒だったが父がユダヤ人だったため、父と弟とともに収容された。父と弟も生還している。